# Skovene ved Vemmetofte
Skovene ved Vemmetofte este o arie protejată (arie de protecție specială avifaunistică — SPA) din Danemarca întinsă pe o suprafață de 1.855 ha, integral pe uscat.

## Localizare
Centrul sitului Skovene ved Vemmetofte este situat la coordonatele 55°14′47″N 12°12′20″E / 55.246389°N 12.205556°E.

## Înființare
Situl Skovene ved Vemmetofte a fost declarat arie de protecție specială avifaunistică în mai 1983 pentru a proteja 3 specii de animale.

## Biodiversitate
Situată în ecoregiunea continentală, aria protejată nu include niciun habitat protejat.
La baza desemnării sitului se află mai multe specii protejate de  păsări (3): erete de stuf (Circus aeruginosus), gaia roșie (Milvus milvus), viespar (Pernis apivorus).